# Hermann Nattkämper
Hermann Nattkämper (ur. 4 października 1911 w Gladbeck, zm. 2 kwietnia 2005 tamże) – niemiecki piłkarz grający na pozycji obrońcy.

## Kariera piłkarska
Hermann Nattkämper karierę piłkarską rozpoczął w 1925 roku w juniorach Preußen Gladbeck, w którym w 1928 roku przeszedł do seniorskiej drużyny klubu, z którego w 1930 roku odszedł po tym, jak gospodarz Preußen Gladbeck skrytykował go za niewykorzystany rzut karny w jednym z meczów.
Następnym klubem w karierze Nattkämpera było Schalke Gelsenkirchen, które było najlepszą niemiecką drużyną piłkarską w latach 30. Zdobył z Królewsko-Niebieskimi dwukrotne mistrzostwo Niemiec (1934, 1935), wicemistrzostwo Niemiec (1933), zajął 3. miejsce mistrzostw Niemiec (1936), dwukrotnie dotarł do finału Pucharu Niemiec (1935, 1936) oraz trzykrotne mistrzostwo Gauligi Westfalen (1934, 1935, 1936). Łącznie dla Królewsko-Niebieskich rozegrał 37 meczów, w których zdobył 10 goli (30 meczów/10 goli w mistrzostwach Niemiec, 7 meczów w Pucharze Niemiec).
W październiku 1936 roku odszedł z klubu i wrócił do Preußen Gladbeck, w którym w czerwcu 1937 roku z powodu stanu zdrowia w wieku zaledwie 26 lat zakończył piłkarską karierę.

## Po zakończeniu kariery
Hermann Nattkämper po zakończeniu kariery piłkarskiej pracował jako administrator miasta Gladbeck oraz w hurtowni napojów swoich rodziców. W czasie II wojny światowej dostał się do niewoli sowieckiej, gdzie grał w gdańskiej drużynie.

## Sukcesy
Schalke Gelsenkirchen
- Mistrzostwo Niemiec: 1934, 1935
- Wicemistrzostwo Niemiec: 1933
- 3. miejsce mistrzostw Niemiec: 1936
- Finał Pucharu Niemiec: 1935, 1936
- Mistrzostwo Gauligi Westfalen: 1934, 1935, 1936

## Śmierć
Hermann Nattkämper zmarł 2 kwietnia 2005 roku w Gladbeck w wieku 93 lat. Był tym samym ostatnim żyjącym członkiem legendarnego „Schalke Kreisel”, w skład którego wchodzili również Ernst Kuzorra i Fritz Szepan.